# دان داوست
دان داوست هو لاعب هوكي جليد كندي، ولد في 29 فبراير 1960 في مونتريال في كندا.

## وصلات خارجية
- دان داوست على موقع دوري الهوكي الوطني (الإنجليزية)
- دان داوست على موقع قاعة مشاهير الهوكي (لاعب أن.إتش.أل) (الإنجليزية)
- دان داوست على موقع EliteProspects.com (الإنجليزية)
- دان داوست على موقع HockeyDB.com (الإنجليزية)
- دان داوست على موقع Hockey-Reference.com (الإنجليزية)